# أيبل 2218
أيبل 2218 (بالإنجليزية: Abell 2218) هو عنقود مجرات يبعد عنا نحو ملياري سنة ضوئية. يرى في اتجاه كوكبة التنين.
يعمل هذا التجمع المجري كعدسة جاذبية ، فهو يضخم ما خلفه من مجرات ويشوّه شكلها فتبدو في شكل أقواس. المجرات المشاهدة بهذه الظاهرة تجد صورتها مبعثرة حول مركز التجمع المجري (الذي يعمل كعدسة جاذبية) ، وبعضهم يبدو كصورتين أو أكثر. تلك الصور المتكررة تبدو عادة كصورتين لأنهما لمجرة تقع خلف عدسة جاذبية (عنقود مجرات شديد الجاذبية بحيث يحرف أشعة الضوء المارة حوله الآتية إلينا من مجرات أخرى خلفه، فتكون صور تلك المجرات الخلفية مشوهة في شكل أقواس) . وتشاهد المجرات الخلفية من خلال عدسة الجاذبية كصور متعددة حيث يمر ضوؤها خلال تجمعين عظيمي الكتلة من التجمع المجري، يوجد بينهما حقل جاذبية يشبه شكل السرج الذي يعمل على تغير مسارات الضوء فيبدو الجرم السماوي مضخما ومشوها وربما في عدة صور متكررة.

## عدسة الجاذبية

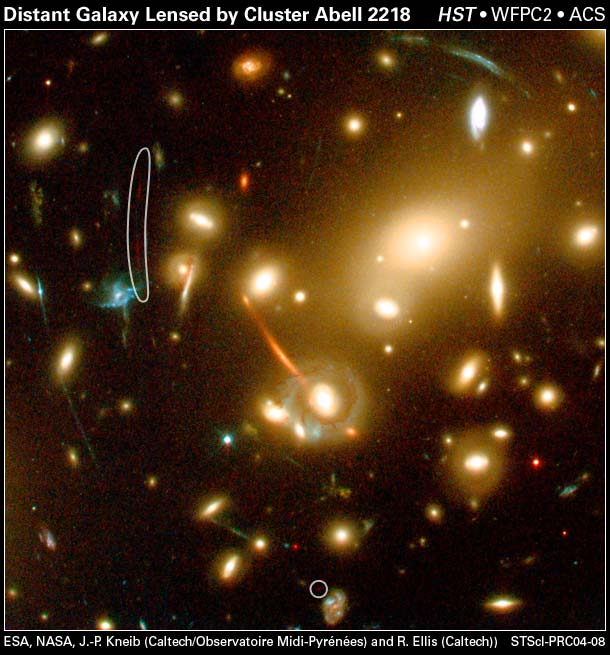

يـُستغل العنقود المجري أيبل 2218 كعدسة جاذبية يمكن بواسطته اكتشاف مجرات أخرى خلفه، أي أكثر بعدا عنه عنا . وقد تم باستغلال تلك الظاهرة اكتشاف أشد المجرات بعدا عنا بواقع عام 2004. وعندما نشاهد مجرة تبعد عنا 13 مليار سنة ضوئية فهي تكون في هيئتها بعد 750 مليون سنة من الإنفجار العظيم الذي بدأ الكون به في الوجود.
 (يقدر عمر الكون بنحو 7و13 مليار سنة وبدأ بإنفجار عظيم تكون من خلاله الزمكان ومادة الجسيمات الأولية التي تكاثفت وكونت نجوما ومجرات).
ويعتمد لون صور المجرات المنعكسة من العدسة المجرية ( عدسة الجاذبية ) على بعدها عنا وعلى نوعها. فإذا كانت صورتها كقوس برتقالي فهي تكون صورة لمجرة حلزونية ذات انزياح أحمر كبير نسبيا (قد يبلغ
z=0.7). أما إذا كان لون صورة المجرة المنعكسة أزرقا فإن نجومها تكون ذات انزياح أحمر بين(z=1-2.5). والصورة الموجودة هنا تبين زوجا من المجرات أحمر اللون (محاطتين بحلقة بيضاء للتوضيح) وهما مجرتان تنشأ فيهما نجوم جديدة ويبلغ انزياحهما الأحمر 7.

## وصلات خارجية
- أيبل 2218 على موقع ويكي سكاي: DSS2, SDSS, GALEX, IRAS, Hydrogen α, X-Ray, Astrophoto, Sky Map, Articles and images
- Release about Abell 2218 at ESA/Hubble
- صورة اليوم الفلكية - Abell 2218: A Galaxy Cluster Lens - 2010 June 20

## أقرأ أيضا
- أيبل 520
- أيبل 370
- كتالوج أبل
- عدسة الجاذبية
- عنقود الأسد المجري
- عنقود كوما المجري
- عنقود معمل النحات المجري